# Грот Ах-ай
Грот Ах-ай (кит. 阿艾石窟, пиньинь Ā ài shíkū) — отдельная небольшая буддийская пещера, высеченная в скале и расположенная в Гранд-Каньоне Кизилия (克孜利亚 大 峡谷), Куча, Синьцзян. Район находится под управлением города Ах-ай, отсюда и его название. Грот был обнаружен молодым уйгурским пастухом по имени Туди Аззе (吐地阿孜) в апреле 1999 года, когда он собирал лекарственные травы.
По сравнению с другими известными местами в Синьцзяне, такими как пещеры Безеклик или пещеры Кизил, небольшой грот Ах-ай не так широко известен. Пещерные фрески пострадали от вандализма.

## Грот
Построенная в VIII веке при финансовой поддержке преданных мирян, пещера была продуктом периода расцвета кучанского буддизма. Изображение Вайрочаны, представленное на фреске, указывает на эзотерическое буддийское влияние династии Тан.
Пещера 4,6 м в длину, 3,4 м в ширину и около 2,5 м в высоту, с вертикальной прямоугольной плоскостью и люнетным сводом. Прямоугольный глиняный жертвенник находится в центре земли, его длина составляет 2,53 метра, ширина — 2,05 метра, а высота — 0,45 метра. Из-за плохой сохранности до наших дней сохранилась лишь десятая часть росписей. Частично сохранившаяся трансформация Сутры Амитаюрдхьяна изображена на передней стене, её стиль похож на фрески Дуньхуана. Из пяти оставшихся фигур на левой боковой стене четыре были идентифицированы как Бхайшаджьягуру, Вайрочана, Манджушри и ещё один Бхайшаджьягуру. Опознать три фигуры — двух стоящих бодхисаттв и одного сидящего будду — на правой боковой стене невозможно из-за их серьёзных повреждений. Сводчатый потолок заполнен небольшими изображениями сидящего Будды.
Художественное представление грота Ах-ай отражает культурное слияние Восточной Центральной Азии и династии Тан, а также влияние буддизма махаяны на Куча, которое было царством, в котором доминировала сарвастивада.

## Галерея

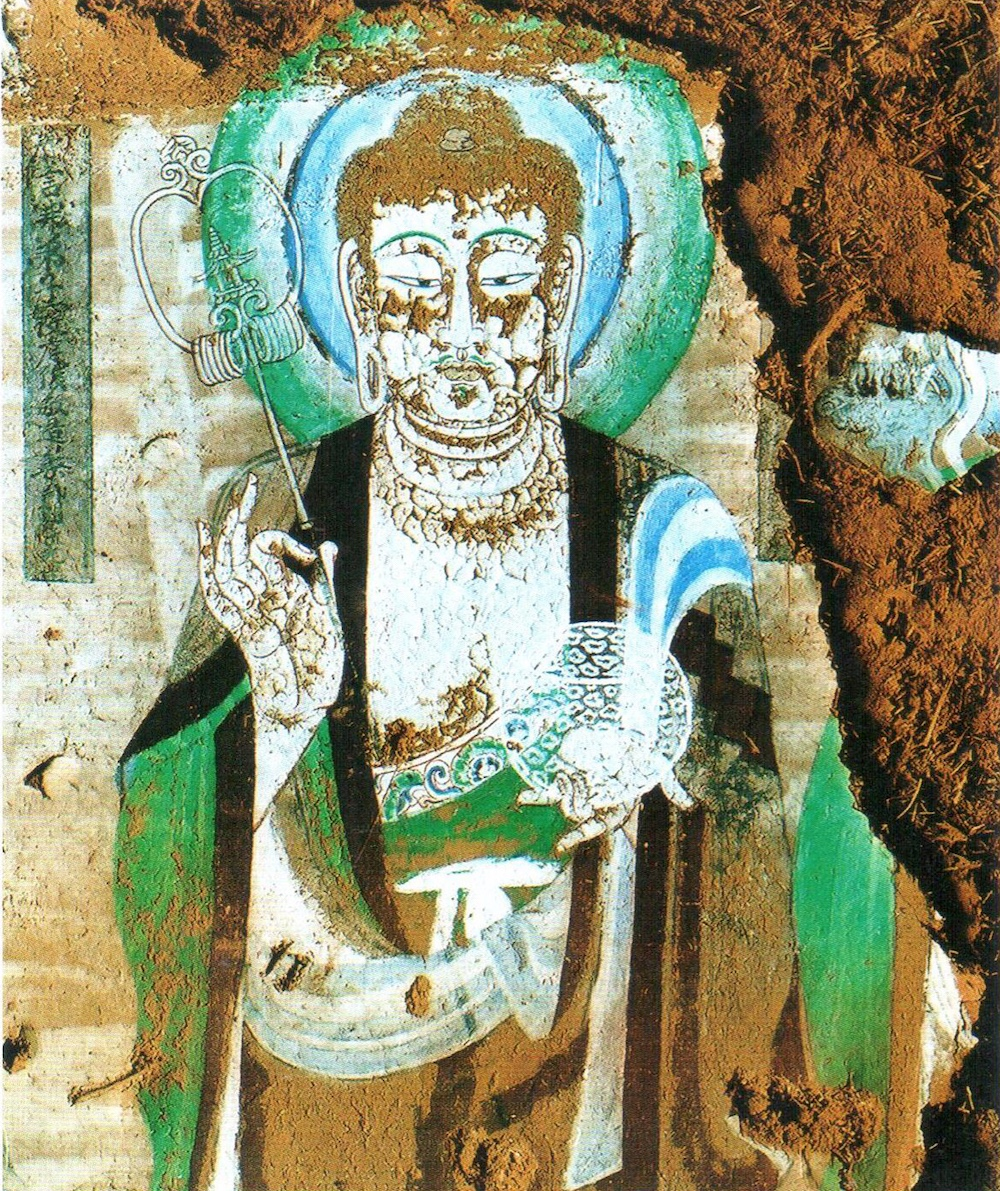
Бхайшаджьягуру
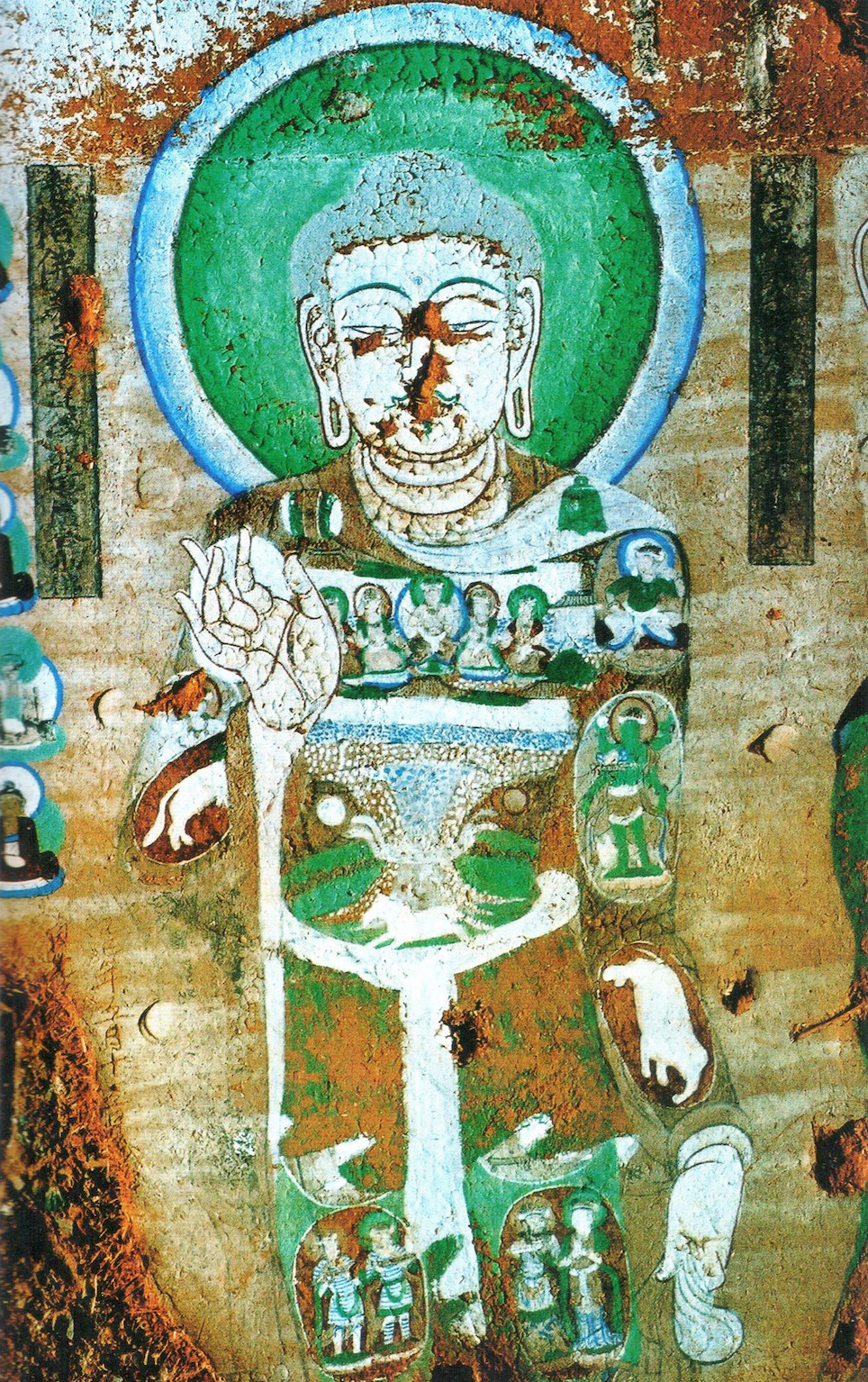
Вайрочана
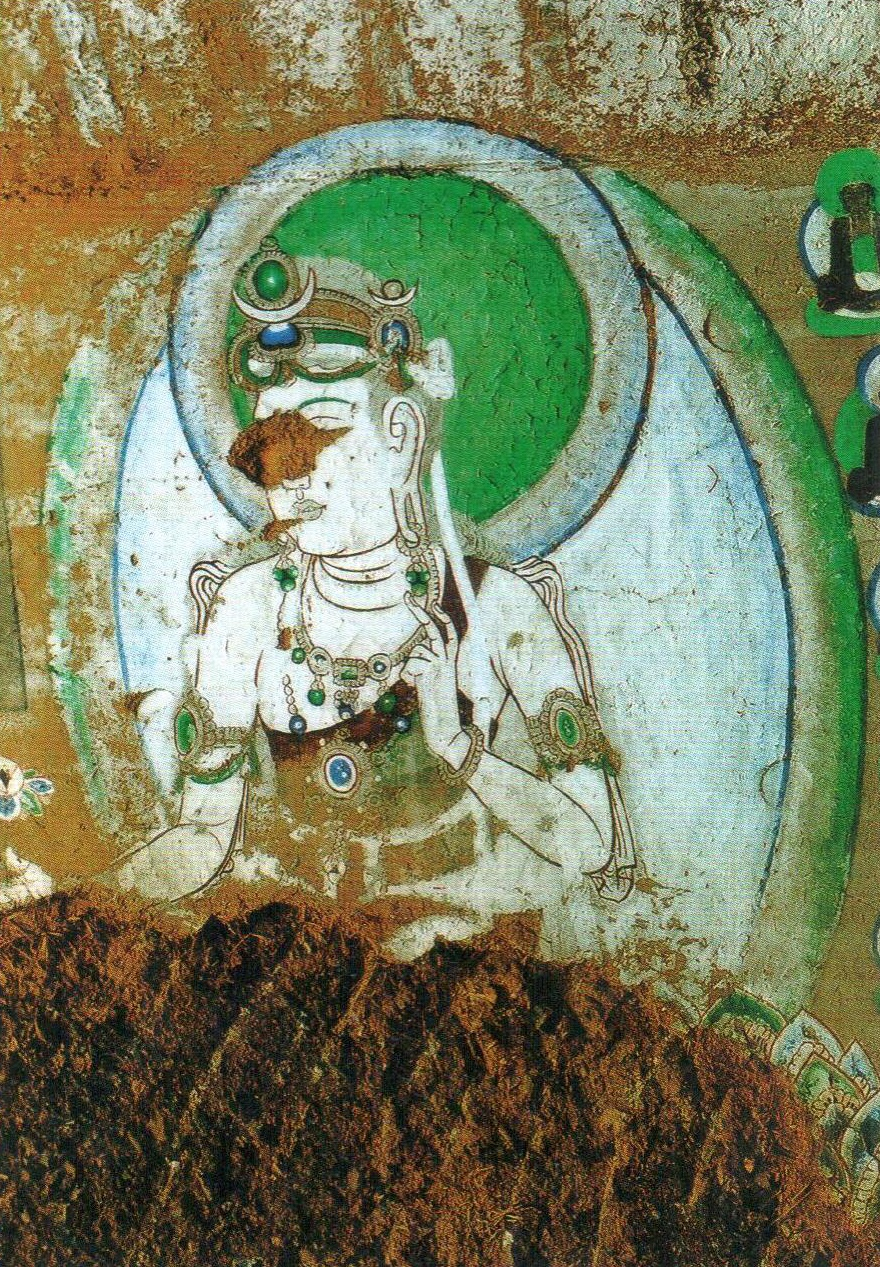
Манджушри
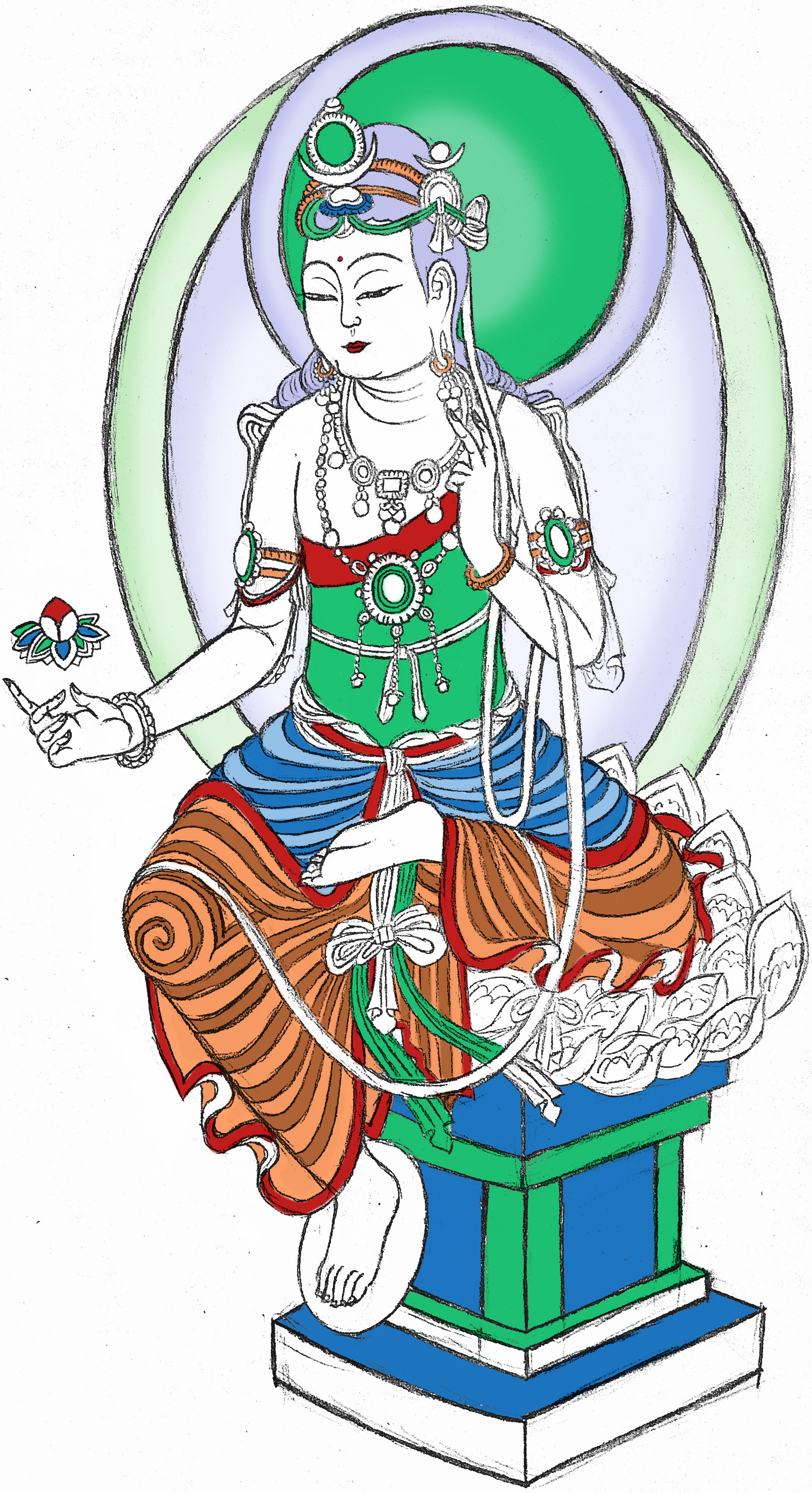
Реставрация росписи Манджушри